# 雨酒場
「雨酒場」（あめさかば）は、1988年5月25日にワーナー・パイオニアから発売された、香西かおりのデビュー・シングルである。

## 解説
- オリコンチャート上では、同曲が香西自身最多となる100位以内に通算92回もランクされている。
- 1988年末の第30回日本レコード大賞・新人賞受賞曲。
- 同曲のロングヒットにより、翌1989年度のオリコン年間順位は47位・翌々1990年度のオリコン年間順位は79位にそれぞれランクインした。

## 収録曲
- 両楽曲共に、作詞：里村龍一／作曲：聖川湧／編曲：馬場良

1. 雨酒場
2. 新湊慕情